# فلسفه اقتصاد

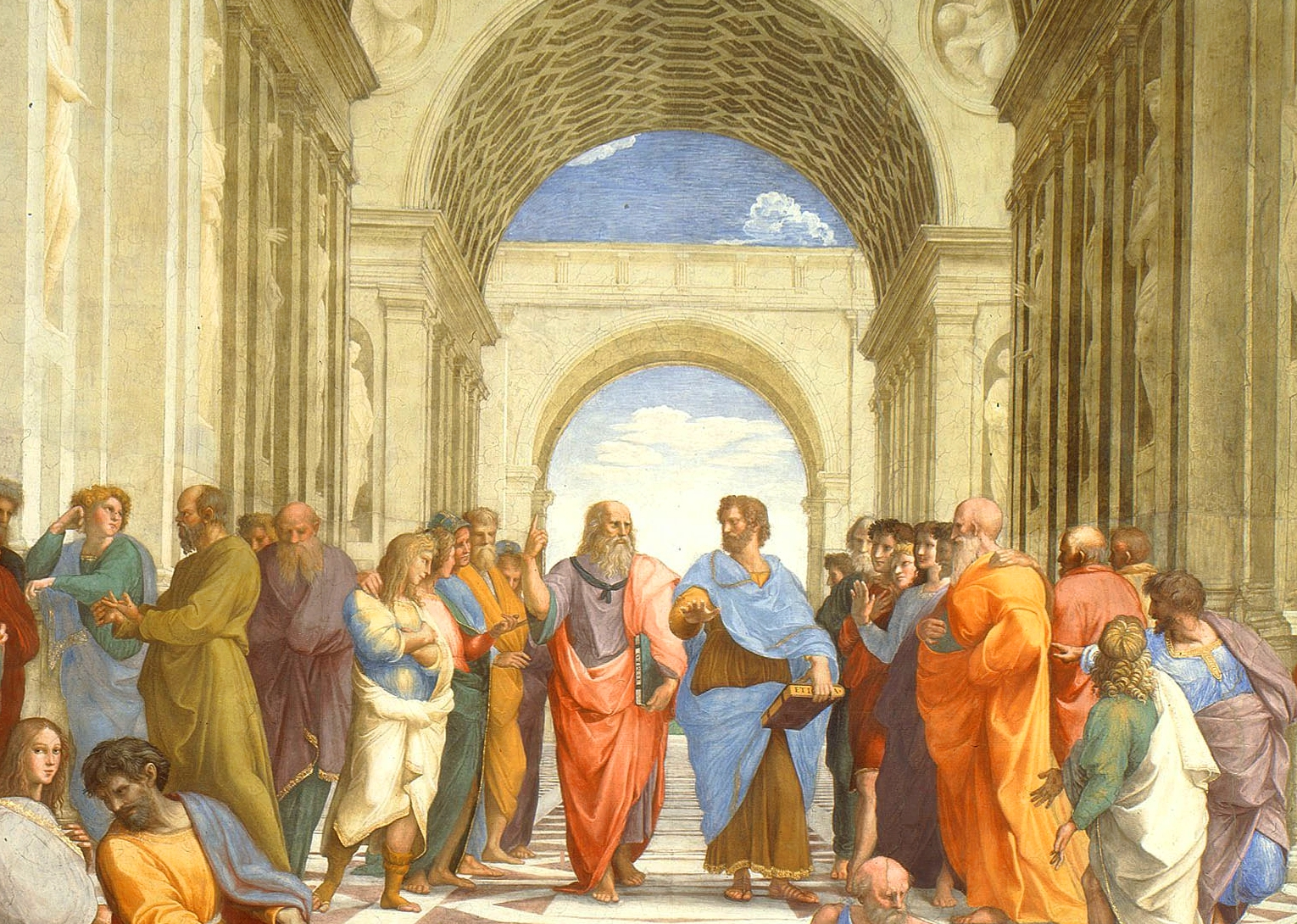
مدرسه آتن

فلسفه اقتصاد (به انگلیسی: Philosophy and economics) که امروزه از زیر شاخه‌های اساسی دانش فلسفه است به بررسی موضوعات ادراکی، روش شناختی و اخلاقی‌ای می‌پردازد که در علم اقتصاد وجود دارند. در این فلسفه توجه اصلی به موضوعات روش‌شناسی و معرفت‌شناسی است که شامل؛ روش‌ها، مفاهیم و تئوری‌هایی هستند که اقتصاددانان با کمک آن‌ها تلاش می‌کنند به کسب دانش دربارهٔ فرایندهای اقتصادی بپردازند. در نتیجه فلسفه اقتصاد به فرضیه‌های اجتماعی عینی که از سوی اقتصاددانان نمود می‌کنند؛ می‌پردازد؛ همچنین آن‌ها به نهادها و ساختارهایی که منبع فعالیت‌ها و تحولات اقتصادی هستند نیز توجه می‌کنند.

## پرسش‌های فلسفه اقتصاد
در فلسفه اقتصاد با پرسش‌های ذیل مواجه می‌شویم:
- بازار چیست؟
- آیا نهادهای دیگری وجود دارند که از طریق آن‌ها فعالیت اقتصادی مدرن صورت گیرد؟
- متغیرهای نهادی که در قالب کلی اقتصاد بازار وجود دارند، کدام متغیرها هستند؟
- دولت چه نقشی را در زمینه توسعه اقتصادی می‌تواند ایفاء کند و کارایی، برابری، رفاه بشری، تولید و بهره‌وری (یا رشد)، چگونه می‌تواند توسعه اقتصادی را ارتقاء دهد؟[۱]

## فیلسوفانمعروف فلسفه اقتصاد
از معروف‌ترین فیلسوفان در زمینهٔ فلسفه اقتصاد می‌توان به: آلن بوچانان، دانیل هوسمن، مایکل مک فرسون، دانیل لیتل، آمارتیا سن و الکساندر روزنبرگ اشاره کرد.

## درک وسیع‌تر
اگر بخواهیم درک وسیع‌تری از فلسفه اقتصاد داشته باشیم؛ فلسفه اقتصاد منتقدی دلسوز و در عین حال جدی و سختگیر است. فلسفه اقتصاد پرسش‌هایی را که چندان هم دور از ذهن و ناملموس نیستند را مطرح می‌کند که شامل؛ پرسش‌هایی در مورد ساختار تئوری، اثبات تئوری، کفایت تفسیری و امثال این‌ها می‌شود؛
همچنین در مورد معرفت‌شناسی این شاخه از علوم اجتماعی پرسشهایی را مطرح می‌کند. به علاوه همه اینها؛ فلسفه اقتصاد در مورد فرضیات هنجار ضمنی و تلویحی که در اقتصاد وجود دارند به تحقیق و بررسی می‌پردازد.
این فلسفه به بررسی برخی از مسائل و موضوعات
اخلاقی که علم اقتصاد گاهی به اجبار با آن‌ها مواجه می‌شود؛ دست و پنجه نرم می‌کند؛ همچنین این فلسفه بیان می‌کند که اتخاذ رویکردی وسیع‌تر و گزیده‌تر دربارهٔ فرضیه‌های اقتصادی بسیار ارزشمند است؛ که این اصل مهم می‌تواند بدین طریق محقق شود؛ که آن هم استفاده گسترده‌تر از دیگر رویکردهای تئوریک، بررسی و مطالعهٔ بیشتر نهادهای اقتصادی، توجه بیشتر به رویدادهای اقتصادی و مقایسه آن‌ها با دیگر رویدادها و توجه عمیق‌تر و دقیق
تر به تاریخچه اقتصادی. چنانچه علم اقتصاد نقشی را که در قرن نوزدهم میلادی ایفا می‌کرد و در آن زمان به عنوان یک علم اجتماعی مؤثر و بنیادی شناخته شد، ایفا کند موفق‌تر خواهد بود. به عبارت دیگر اگر علم اقتصاد تبدیل به عرصه فعالیت جستارهای اجتماعی شود و توجه‌اش معطوف به نهادهای اقتصادی و اجتماعی معین که اقتصاد مدرن را به وجود می‌آورند؛ باشد. علمی که به راهکارهای اخلاقی پدیده‌های اجتماعی که به آن‌ها مرتبط است می‌پردازد و مایل است که
نمونه‌های متعددی از مدل‌های تئوریک را بررسی کرده و در جهت دستیابی به یک درک علمی از فرایندها، نهادها و نتایج اقتصادی تلاش کند.

## رابطهٔ فلسفه اقتصاد با ارزشهای اخلاقی
فلسفه اقتصاد با ارزش‌های اخلاقی ای نظیر: رفاه بشر، عدالت اجتماعی و ایجاد تعادل میان اولویت بندی‌های اقتصادی که در تصمیم‌گیری نقش دارند سر و کار دارد؛ همچنین لازم است ذکر شود که این ارزش‌ها در استدلال‌های اقتصادی نقش دارند. استدلال‌های اقتصادی خود روش‌هایی را برای ایجاد عدالت و رفاه بشر نمود می‌دهند و مهم‌تر از آن اینکه استدلال‌های اقتصادی؛ فرضیه‌های اخلاقی ای نمود می‌دهند که اغلب صریح و ضمنی هستند و به باور فیلسوفان بررسی آنان خارج از لطف نیست.

## پیوند فلسفه اقتصاد با فلسفه علم
یکی از شاخه‌های فلسفه اقتصاد که با فلسفه علم پیوند خورده‌است به بررسی ارزش و اهمیت تحلیل اقتصادی به عنوان یک دانش تجربی می‌پردازد.
موضوعات اصلی‌ای که در این مقوله مورد بررسی و بحث قرار می‌گیرند شامل:
- دانش اقتصاد در مورد چیست؟
- رشته اقتصاد چه نوع اطلاعاتی را در اختیار ما قرار می‌دهد؟
- رابطه بین علم اقتصاد و دیگر علوم اجتماعی یا اطلاعاتی که از آن علوم ارائه می‌شود به چه صورت است؟
- چگونه علم اقتصاد توجیه یا ارزشیابی می‌شود؟
- آیا یک تئوری اقتصادی وجود دارد؛ که ادعا کند که می‌تواند تئوری‌های انتزاعی در مورد فرایندهای اجتماعی واقعی - مکانیسم‌هایشان، نیروهای محرک شان و نهادهایشان ارائه دهد؟
- تفسیر اقتصادی چه ماهیتی دارد؟
- رابطه بین مدل‌ها و برهان‌های ریاضی انتزاعی از یک سو و واقعیت عملی رفتارها و نهادهای اقتصادی از سوی دیگر؛ به چه معناست؟
- ماهیت مفاهیم و تئوری‌های اقتصادی با توجه به عقاید اقتصادی‌ای که پا به عرصه وجود می‌گذارند؛ بر چه منوال است؟
- آیا در پدیده‌های اقتصادی مقرراتی وجود دارند که تا حدودی وجهٔ قانونی به خود گرفته باشند؟
- ارزش و اهمیت پیش‌بینی‌های ارائه شده در اقتصاد در چه حد است؟[۱]